# Fabiana Luperini
Fabiana Luperini (Pontedera, 14 januari 1974) is een voormalig professioneel wielrenster uit Italië. Ze won negen grote rondes, waaronder vijfmaal de Giro Donne, het vrouwelijk equivalent van de Ronde van Italië en driemaal La Grande Boucle Féminine, de Ronde van Frankrijk voor vrouwen.

## Loopbaan
Tussen haar achtste en dertiende won ze regelmatig in jeugdwedstrijden tussen de jongens. Luperini won als junior op het wereldkampioenschap van 1991 een bronzen medaille in de wegwedstrijd. Twee jaar later won ze bij de elite op het WK 1993 in Oslo wederom brons, deze keer met het Italiaanse team in de ploegentijdrit, op slechts twee seconde achter de VS en ruim drie minuten achter het winnende Russische team. In 1994 won ze de Italiaanse voorjaarsklassieker Trofeo Alfredo Binda.
Haar echte doorbraak kwam in 1995, toen ze zowel de Ronde van Italië voor vrouwen, de Ronde van Frankrijk voor vrouwen, als de Giro del Trentino Alto Adige-Südtirol won. In 1996 prolongeerde ze haar overwinningen in alle drie de rondes en werd ze bovendien Italiaans kampioen op de weg. In de Giro Donne van dat jaar won ze vijf van de dertien etappes en tevens het bergklassement. In 1997 won ze wederom beide grote rondes en werd ze tweede in de Giro del Trentino. In 1998 won ze, naast drie etappes en het eind- en bergklassement in de Giro Donne, ook de Waalse Pijl en de andere grote Franse rittenkoers, de Tour de l'Aude.
In 2008 kende ze op 34-jarige leeftijd nog een succesvol jaar. Zo won ze haar vierde nationale titel, de vijfde keer de Giro del Trentino en ook voor de vijfde keer de Giro Donne, tien jaar na haar laatste eindzege.
Luperini won in totaal negen Grote Rondes: vijfmaal de Giro Donne (ze is daarmee recordhoudster), driemaal La Grande Boucle Féminine en eenmaal de Tour de l'Aude. Ook in kortere rittenkoersen was ze succesvol, zo won ze vijfmaal de Giro del Trentino Alto Adige-Südtirol en eenmaal de Spaans-Baskische Emakumeen Bira. In de wereldbeker won ze diverse klassiekers, waaronder driemaal de Waalse Pijl, tweemaal de Trofeo Alfredo Binda, de GP Plouay en de Ronde van Bern.
Hoewel haar twee bronzen medailles bij de junioren en in de ploegentijdrit, behaalde ze erna nooit meer het podium tijdens wereldkampioenschappen. Haar hoogste notering was in 2001: ze werd elfde in de tijdrit en twaalfde in de wegrit. Wel stond ze tussen 1997 en 2008 vier keer in de top tien van de UCI-ranglijst. Ze kreeg vanaf 1995 drie jaar achter elkaar de gouden atletenmedaille van het CONI en vanaf 1998 werd ze in totaal zeven keer uitgeroepen tot beste vrouwelijke wielrenster door het blad TuttoBici. In 2008 werd ze verkozen tot beste wielrenster tijdens het Italiaans wielergala en in 2011 kreeg ze van ex-wielrenners een ouevreprijs voor haar hele carrière.
Op 15 januari 2000 werd Luperini voor acht maanden geschorst door de Italiaanse wielrenunie wegens het gebruik van het verboden spierversterkende middel nandrolon. Ze werd betrapt op 2 oktober 1999 tijdens een training met de nationale selectie. Tijdens haar 17e en voorlaatste deelname aan de Giro Donne 2013 werd ze gediskwalificeerd door de jury vanwege een te lichte fiets.
Haar bijnamen zijn Lupo (Italiaans voor 'wolf') en Pantanina, vanwege haar klimkwaliteiten die vergelijkbaar waren met die van Marco Pantani, met wie ze bevriend raakte tijdens het WK 1995 in Colombia.

## Erelijst
1991
- Wereldkampioenschap, wegwedstrijd, Junioren

1993
- Wereldkampioenschap, 50 km ploegentijdrit, Elite

1994
- Trofeo Alfredo Binda-Comune di Cittiglio

1995
- Eindklassement Grande Boucle Féminine Internationale
- Eindklassement Giro del Trentino Alto Adige-Südtirol
- Eindklassement Giro d'Italia Donne
  - 4e etappe Giro d'Italia Donne
  - 5e etappe Giro d'Italia Donne

1996
- Italiaans kampioen, wegwedstrijd, Elite
- Eindklassement Grande Boucle Féminine Internationale
  - Bergklassement Grande Boucle Féminine Internationale
- Eindklassement Giro del Trentino Alto Adige-Südtirol
  - Bergklassement Giro del Trentino Alto Adige-Südtirol
- Bergklassement Tour de l'Aude
- Eindklassement Giro d'Italia Donne
  - Bergklassement Giro d'Italia Donne
  - 1e etappe Giro d'Italia Donne
  - 2e etappe Giro d'Italia Donne
  - 4e etappe Giro d'Italia Donne
  - 7e etappe deel a Giro d'Italia Donne
  - 9e etappe Giro d'Italia Donne

1997
- Eindklassement Grande Boucle Féminine Internationale
- Eindklassement Giro d'Italia Donne
  - 5e etappe Giro d'Italia Donne
  - 9e etappe Giro d'Italia Donne
  - 10e etappe Giro d'Italia Donne

1998
- Waalse Pijl
- Eindklassement Tour de l'Aude Cycliste Féminin
- Eind- en bergklassement Giro d'Italia Donne
  - 5e etappe Giro d'Italia Donne
  - 6e etappe Giro d'Italia Donne
  - 9e etappe Giro d'Italia Donne

1999
- Eindklassement Giro del Trentino Alto Adige-Südtirol

2000
- Trofeo Alfredo Binda-Comune di Cittiglio

2001
- Waalse Pijl
- Italiaans kampioenschap, individuele tijdrit, Elite

2002
- Waalse Pijl
- Eindklassement Giro del Trentino Alto Adige-Südtirol

2003
- 6e etappe Tour de l'Aude Cycliste Féminin
  - Bergklassement Tour de l'Aude Cycliste Féminin
- Bergklassement Grande Boucle Féminine Internationale

2004
- Italiaans kampioen, wegwedstrijd, Elite
- Berner Rundfahrt
- 2e in Eindklassement Giro d'Italia Donne
  - 5e etappe (TTT) Giro d'Italia Donne

2005
- 2e etappe Gracia Orlova
- 3e etappe deel a Emakumeen Bira
- 1e etappe Giro di San Marino
- 1e etappe GP di San Marino

2006
- Italiaans kampioen, wegwedstrijd, Elite
- Giro del Lago Maggiore-GP Knorr
- Ronde van het Maggioremeer
- GP Costa Etrusca
- Giro del Friuli Donne
- Eindklassement Emakumeen Bira
  - 3e etappe deel a Emakumeen Bira

2007
- 5e etappe Tour de l'Aude Cycliste Féminin
- Coupe du Monde Cycliste Féminine de Montréal
- 4e etappe Tour de l'Ardèche
- 5e etappe Tour de l'Ardèche

2008
- Italiaans kampioen, wegwedstrijd, Elite
- GP Ouest France-Plouay
- GP Varazze Citta Delle Donne
- Eindklassement Giro d'Italia Donne
  - 4e etappe Giro d'Italia Donne
  - 7e etappe Giro d'Italia Donne
- Eindklassement Giro del Trentino Alto Adige-Südtirol
  - 2e etappe Giro del Trentino Alto Adige-Südtirol

2009
- 2e etappe Gracia Orlová
- 6e etappe Thüringen-Rundfahrt der Frauen

2012
- 2e etappe deel a Giro del Trentino Alto Adige-Südtirol
- Beste Italiaanse in Giro Rosa

### Grote rondes en WK
| Wedstrijd                 | 93 | 94    | 95   | 96   | 97     | 98     | 99   | 00     | 01     | 02   | 03 | 04     | 05  | 06   | 07     | 08   | 09 | 10 | 11  | 12 | 13  | 14  |
| ------------------------- | -- | ----- | ---- | ---- | ------ | ------ | ---- | ------ | ------ | ---- | -- | ------ | --- | ---- | ------ | ---- | -- | -- | --- | -- | --- | --- |
| Italiaans kampioenschap   |    |       |      | Goud |        |        |      |        |        |      |    | Goud   |     | Goud |        | Goud |    |    |     |    |     |     |
| Giro Donne                |    |       | Goud | Goud | Goud   | Goud   | dnf  | 9      | 6      |      | 13 | Zilver | dnf | 6    | 4      | Goud | 6  |    | 12  | 4  | dsq | 16  |
| La Grande Boucle Féminine |    |       | Goud | Goud | Goud   |        |      |        |        |      |    |        |     |      |        |      |    |    |     |    |     |     |
| Giro del Trentino         |    | Brons | Goud | Goud | Zilver | Zilver | Goud | Zilver | Zilver | Goud |    |        |     |      | Zilver | Goud |    |    |     |    |     |     |
| Wereldkampioenschap       | 25 | 46    |      |      |        | 20     | 46   |        | 12     |      |    |        |     | 77   |        | 70   | 30 |    |     |    |     |     |
| UCI-ranglijst             |    |       |      |      | 8      | 6      | 29   | 14     | 9      | 11   | 25 | 27     | 49  | 19   | 13     | 5    | 41 |    | 139 | 71 | 86  | 134 |

Top 10 is vetgedrukt, "dnf" = did not finish, "dsq" = disqualified

## Ploegen
- 1997 — Mimosa (Italië)
- 1999 — Gas Sport Team (Italië)
- 2000 — Gas Sport Team (Italië)
- 2001 — Edil Savino (Italië)
- 2002 — Edil Savino (Italië)
- 2003 — Team 2002 Aurora RSM (San Marino)
- 2004 — Team Let's Go Finland (Finland)
- 2005 — A.S. Team FRW (Italië)
- 2006 — Top Girls Fassa Bortolo Raxy Line (Italië)
- 2007 — Menikini - Selle Italia - Gysko (Italië)
- 2008 — Menikini - Selle Italia - Master Colors (Italië)
- 2009 — Selle Italia - Ghezzi (Italië)
- 2011 — SC MCipollini Giordana (Italië)
- 2012 — Faren-Honda Team (Italië)
- 2013 — Faren-Let's Go Finland (Finland)
- 2014 — Estado de México-Faren (Italië)